# Musée et jardins botaniques cantonaux de Lausanne

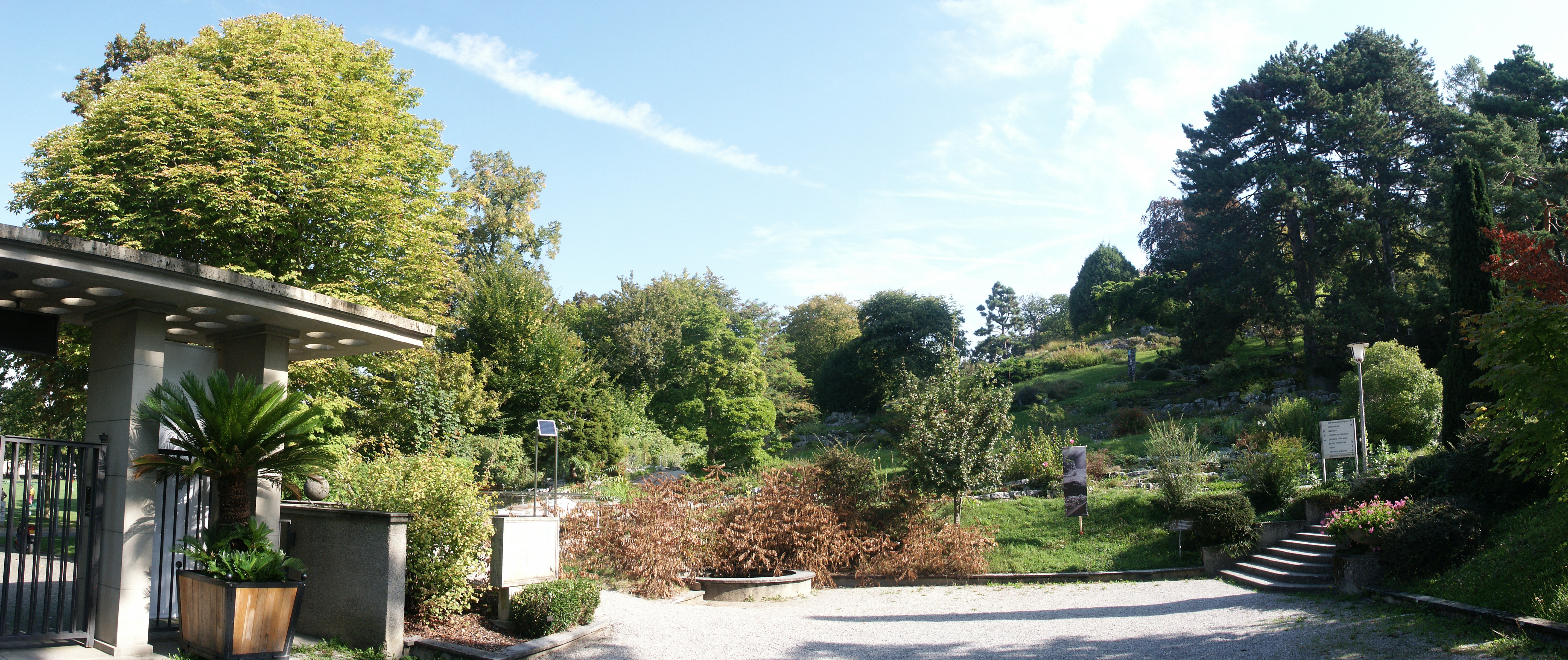
Der Botanische Garten in Lausanne

Musée et jardins botaniques cantonaux de Lausanne, deutsch kantonales botanisches Museum und botanische Gärten, sind seit dem 1. Januar 2023 eine Abteilung des Naturéum, des naturwissenschaftlichen Museums des Kantons Waadt in der Stadt Lausanne. Dazu gehören der Botanische Garten und ein Museum für Botanik in Lausanne und ein Alpengarten in den Waadtländer Alpen. Die Einrichtungen zählen zu den Kulturgütern von nationaler Bedeutung.
Das Naturéum ist eine öffentliche Institution der kantonalen Dienststelle für Kultur und ein Partner der Fakultät für Geo- und Umweltwissenschaften der Universität Lausanne.

## Jardin botanique

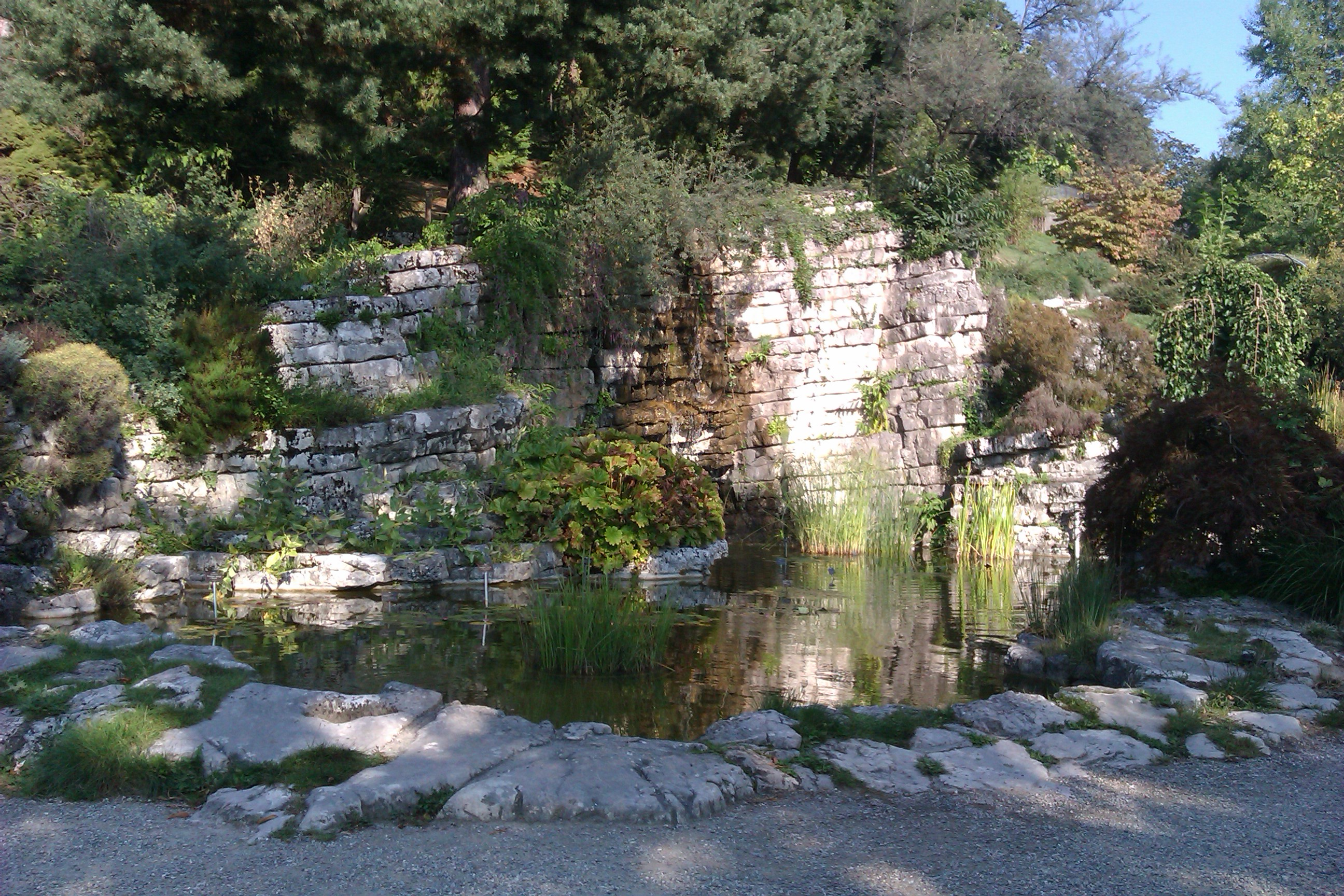
Künstlicher Jurafelsen

Der botanische Garten im Zentrum von Lausanne  bildet mit seinem Pflanzenbestand und auch wegen der Funktion als öffentliche Grünanlage den Hauptbereich der Institution. Vor seiner Gründung hatten seit dem 18. Jahrhundert Privatpersonen in Lausanne kleine botanische Gärten angelegt, zuerst der Arzt Jacob Constant. Dank der Schenkung von 1700 Pflanzen und einer grossen Geldspende durch den Botaniker Albert von Büren (1791–1873), Baron von Vaumarcus, konnte der Kanton Waadt im späten 19. Jahrhundert im Gebiet Couvaloup bei der kantonalen Chemieschule in Lausanne einen botanischen Garten einrichten. Nach einem zweimaligen Ortswechsel fand der Pflanzengarten 1946 seinen neuen Platz in einem Bereich der urbanen Grünzone Parc de Milan im Quartier Sous-Gare/Ouchy an der Hauptstrasse Lausanne-Vevey. Die Anlage am südlichen Abhang des 40 m hohen Moränenhügels Crêt de Montriond, wo sich früher ein Rebberg befand, entstand in enger Zusammenarbeit des Botanikers Florian Cosandey (1897–1982) mit dem Architekten Alphonse Laverrière, dem Landschaftsgärtner Charles Lardet (1891–1955) und dem Steingartenspezialisten Alfred Jordan. Der botanische Park enthält als ein zentrales Monument eine «Rocaille», eine künstliche Steinlandschaft als Standort für Felsenpflanzen. Beim Bau des eigentlich ortsfremden Kalkfelsens achtete man auf die möglichst sorgfältige Behandlung der im Waadtländer Juragebirge ausgewählten Steinblöcke und ihre genaue Schichtung zu Kalkbänken als Abbild einer geologischen Sedimentstruktur.
Im botanischen Garten sind auf einer Fläche von 1,8 Hektar etwa 6000 Pflanzenarten angebaut. Das Gelände umfasst die Hauptbereiche Steingarten mit Alpenpflanzen, Heilpflanzen, fleischfressende Pflanzen, Arboretum, Rhodoretum, Kakteen und Orchideen in Gewächshäusern, Kletterpflanzen, geschützte Pflanzen, Moose, weitere Gewächshauspflanzen und Wasserpflanzen. Dazu kommen ein «Sinnesgarten», ein Themengarten sowie eine Gärtnerei. 2019 errichtete der botanische Garten ein neues Gewächshaus für den vom Publikum in jüngster Zeit vermehrt beachteten Bereich mit den Heilpflanzen. Ein System von Wasserflächen schafft ein für viele Pflanzen geeignetes Mikroklima und Biotope für Amphibien und Insekten und dient zur Bewässerung im Areal.
Gemäss dem MJBC-Leitbild pflegt und erweitert der botanische Garten den Bestand an lebenden Gewächsen vor allem in den Bereichen Alpenpflanzen, seltene Arten aus dem Kantonsgebiet sowie Medizinalpflanzen; den Pflanzen mit heilkräftiger Wirkung galt stets ein besonderes Interesse der Botaniker von Lausanne.

## Musée botanique
Die kantonale botanische Sammlung ist die älteste Abteilung der Institution Musée et jardins botaniques cantonaux de Lausanne. Ihr Anfang geht auf das Jahr 1824 zurück, als man begann, in Lausanne ein Herbarium von Pflanzen aus dem Gebiet des Kantons Waadt aufzubauen. Diese systematische Dokumentation mit getrockneten Pflanzen war eine von mehreren wissenschaftlichen Sammlungen der Akademie Lausanne, aus welcher später die Universität Lausanne hervorging. Die Pflanzenforschung im Kanton Waadt war im 19. und im 20. Jahrhundert wesentlich von Apothekern geprägt, die sich besonders für Heilpflanzen interessierten und ihre Ausbildung an der renommierten Pharmazeutenschule von Lausanne erhielten. Zunächst war die botanische Sammlung dem damaligen Musée d’histoire naturelle zugeordnet. 1860 wurde sie als selbständiges Botanisches Museum ausgegliedert. Nach dem Bau des Palais de Rumine 1905 erhielt das Museum dort neue Ausstellungs- und Arbeitsräume. Seit 1967 verfügt das Museum über ein eigenes Gebäude direkt neben dem botanischen Garten beim Parc de Milan.
Das Museum  besitzt eine Fachbibliothek, eine botanische Grafiksammlung und das stets weitergeführte kantonale Herbar mit mehr als einer Million Pflanzenproben. Zu den besonders wertvollen Beständen des Museums zählen die umfangreichen Sammlungen von Pflanzenzeichnungen und -bildern, die von elf Botanikern und Botanikerinnen hergestellt wurden. Das älteste „gemalte Herbarium“ stammt von Rosalie de Constant (1758–1834), eine Serie von Bildertafeln vorwiegend von Alpenblumen von Marie Mousson (1805–1895), zahlreiche grossformatige botanische Darstellungen vom Botanikprofessor Florian Cosandey (1897–1982).
Die Leitung der kantonalen botanischen Sammlung, seit 1860 des Museums und später auch des Botanischen Gartens oblag meistens den Lausanner Professoren oder Dozenten für Botanik und zeitweise auch anderen Personen. Im 19. Jahrhundert waren es Edouard-Louis Chavannes (1805–1861), Botanikprofessor; Rodolphe Blanchet (1807–1864), Chemiker, Privatforscher und Verfasser von Katalogen der Waadtländer Flora; Jean Balthasar Schnetzler (1823–1896), Botanikprofessor; Louis Favrat (1827–1893), Dialektschriftsteller und Lehrer. Ernest Wilczek (1867–1948), der 1891 den Alpengarten „Thomasia“ gründete und 1892 in Lausanne pharmazeutische Botanik lehrte, leitete das Museum von 1895 bis 1937 und ausserdem auch die Apothekerschule von Lausanne. Er gehörte auch zu den Promotoren des Schweizerischen Nationalparks. Nach Wilczek übernahm sein Nachfolger als Botanikprofessor der Universität Florian Cosandey auch die Leitung des botanischen Gartens und der Geobotaniker Arthur Maillefer (1880–1960) die Direktion des Botanischen Museums. Florian Cosandey plante die Einrichtung des neuen Pflanzenparks an seinem aktuellen Standort. Von 1947 an war Pierre Villaret (1918–2001), der Gründer des Arboretum national du vallon de l’Aubonne, für den Botanischen Garten Lausanne zuständig, bis er 1967 die Direktion der Gesamtinstitution übernahm. Sein Nachfolger war Gino Müller, und von 1988 bis 2014 war der Botaniker Jean-Louis Moret (1949–2014) Konservator der botanischen Sammlung; er engagierte sich besonders für das waadtländische Naturschutzgebiet Les Grangettes am Genfersee. Von 2011 bis 2022 führte François Felber (* 1957), vorher Direktor des Botanischen Gartens in Neuenburg, die Institution in Lausanne. Seit der Reorganisation der naturwissenschaftlichen Museen des Kantons Waadt 2013 als Muséum ist der Biologe Nadir Alvarez (* 1977), Professor an der Fakultät für Umweltwissenschaften der Universität Lausanne, zugleich Leiter der botanischen Gärten und des Museums wie auch der Gesamtinstitution.
Das botanische Museum Lausanne diente stets vorwiegend dem naturwissenschaftlichen und pharmazeutischen Anschauungsunterricht an der Universität Lausanne. Dazu spielt die Institution mit ihren Sammlungen, Ausstellungen und Publikationen auch eine aktive Rolle für den Naturschutz im Kanton Waadt. Die Naturwissenschaftler von MJBC forschen zudem zur Wissenschaftsgeschichte der Botanik und zur Biogeografie des Kantons. Die Konservatorin am Museum und botanischen Garten in Lausanne Joëlle Magnin-Gonze bearbeitete mit dem  Cercle vaudois de botanique als dessen Präsidentin den 2023 erschienenen botanischen Atlas des Kantons Waadt Flore vaudoise – Atlas illustré des plantes vasculaires du canton de Vaud.

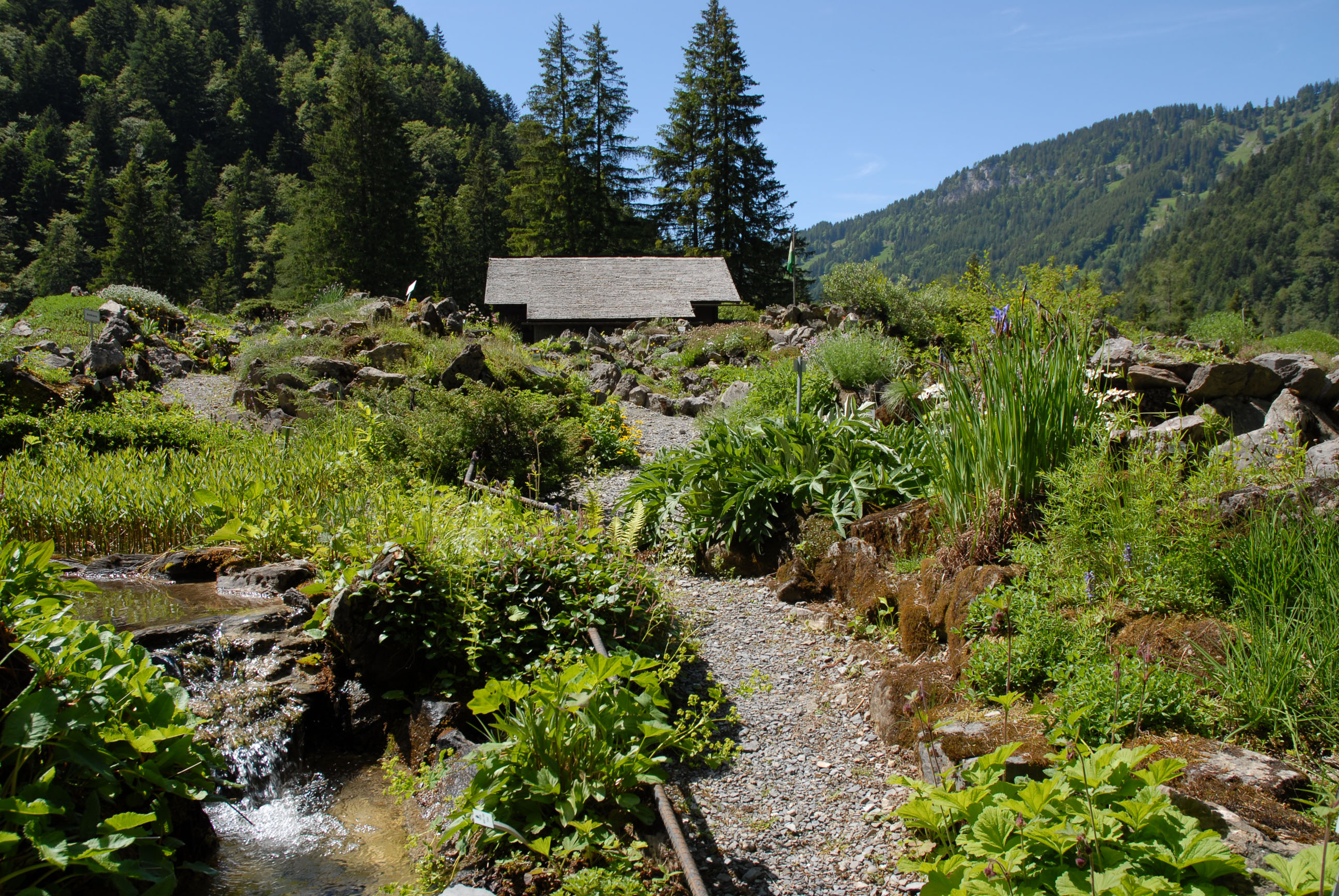
Der Alpengarten «Thomasia»

## Alpengarten Thomasia
1891 entstand dank der Initiative des Apothekers Marc Borel (1841–1918) und dem Interesse des Vereins Société de développement de Bex in der Gemeinde Bex im Hochtal Vallon de Nant in den Waadtländer Voralpen der Alpengarten La Thomasia . Die Örtlichkeit Pont de Nant liegt 60 Kilometer südöstlich von Lausanne am Nordwestfuss des Grand Muveran nahe dem Oberlauf des Avançon und im 1966 errichteten Naturschutzgebiet Réserve naturelle du Vallon de Nant. Das Tal gehört zum Eidgenössischen Jagdbanngebiet am Grand Muveran und ist seit 1977 mit den Nachbartälern bis hin zum Tal von Derborence im schweizerischen Bundesinventar der Landschaften und Naturdenkmäler von nationaler Bedeutung (BLN; französisch IFP) verzeichnet.
Der Name des Pflanzenparks nimmt Bezug auf die Forstwarte und Botaniker Pierre Thomas (1708–1781) und seinen Sohn Abraham Thomas (1740–1824) von Bex und einige ihrer Nachkommen. Die beiden waren engagierte Mitarbeiter des Alpenforschers und Direktors des bernischen Salzbergwerks von Bex Albrecht von Haller bei dessen Forschungen über die Pflanzenwelt der Schweizer Alpen, und sie dienten auch dem schottischen Pflanzensammler Thomas Blaikie und anderen Botanikern als Bergführer. Abraham Thomas half neben vielen andern auch dem naturbegeisterten Pastor Jean-Francois-Théophile Gaudin (1766–1833) beim Aufbau eines Herbars, das später an den Botanischen Garten Kew in London gelangte und von diesem schliesslich dem botanischen Museum in Lausanne übergeben wurde. Abraham Thomas beeinflusste den Naturforscher Laurent Joseph Murith (1742–1816), Mitglied der Augustiner-Gemeinschaft des Grossen Sankt-Bernhard und Mitbegründer der Helvetischen Gesellschaft für Naturwissenschaften. Die Familie Thomas bestritt einen Teil ihres Lebensunterhalts mit dem Handel von Alpenpflanzen, die bei Sammlern und botanischen Gärten in Europa sehr gefragt waren. Emmanuel Thomas (1788–1859), Abrahams Sohn, wurde ebenfalls Pflanzenkenner, arbeitete mit dem Geologen Johann von Charpentier zusammen und führte so wie auch noch sein Sohn Jean-Louis Thomas (1824–1886) das Pflanzengeschäft weiter. An die bekannte botanisierende Familie erinnert auch die vom Waadtländer Taxonomen Jacques Étienne Gay 1821 für eine Pflanzengattung der Malvengewächse gewählte Bezeichnung «Thomasia».

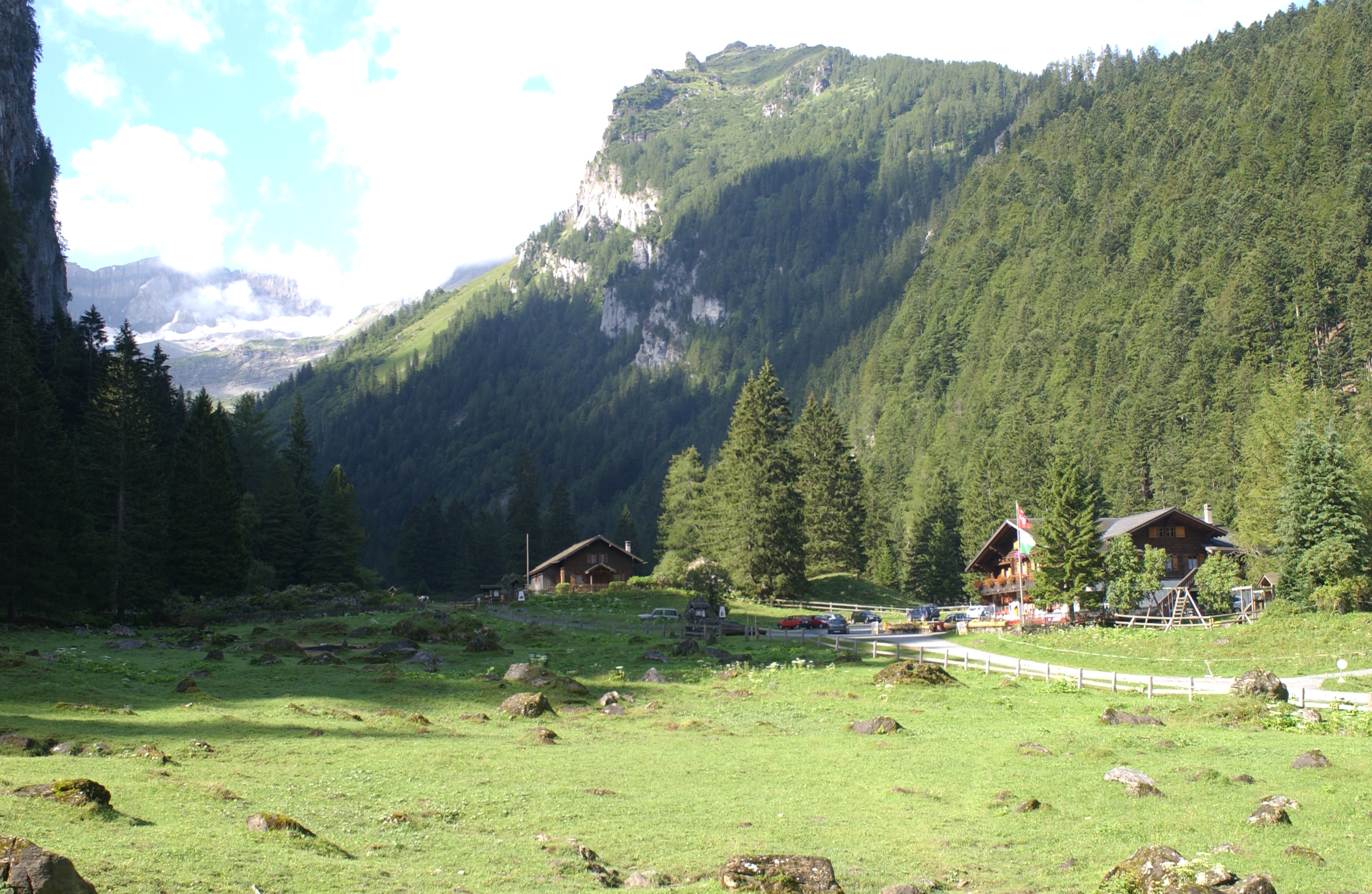
Umgebung des Alpengartens «Thomasia» im Vallon de Nant

Durch die Vermittlung von Ernest Wilczek, seit 1892 Botanikprofessor der Universität Lausanne, vereinbarten der Kanton Waadt und die Gemeinde Bex 1895, die Aufsicht über den in Pont de Nant entstehenden Alpengarten dem Lehrstuhl für Botanik an der Universität Lausanne zu übertragen, weshalb die Thomasia heute auch zur Gruppe Musée et jardins botaniques cantonaux de Lausanne gehört. Seit 1894 beteiligte sich der Kanton Waadt an der Finanzierung des Bergpflanzenparks, der nach mehrjährigen Bau- und Gärtnerarbeiten am 13. Juli 1896 offiziell eröffnet wurde. Der Alpengarten erwarb die gewünschten Pflanzen durch Tausch mit andern Institutionen, als Geschenke, durch eigene Anzucht von Sämlingen und dank Sammelreisen von Ernest Wilczek in den Schweizer Alpen. Dem naturwissenschaftlichen Unternehmen in Pont de Nant wurde an der Schweizerischen Landesausstellung 1896 in Genf, auf welcher ebenfalls ein künstlicher Steingarten zu sehen war, eine Goldmedaille verliehen. Im Jahr 1906 organisierte der Alpengarten einen Programmteil des Zweiten Internationalen Kongresses der Alpengärten.
Der Park befindet sich in einem alpinen Weidegebiet auf 1270 m. ü. M., das von Wäldern an den Berghängen und auf Bergsturzflächen umgeben ist. Pont de Nant liegt im Gebirge und 750 m höher als der botanische Garten von Lausanne. Zudem erhält das enge Bergtal nur im Sommer und nur während weniger Tagesstunden Sonnenlicht, und so eignet sich der Alpengarten mit dem rauen Klima auch für den Anbau von Pflanzen aus dem Hochgebirge. In den urwaldähnlichen Waldgebieten der Umgebung kommen ebenfalls einige seltene Bergpflanzen vor, von denen ausgewählte Exemplare in zahlreiche Herbare botanischer Sammlungen aufgenommen wurden.
Der Alpengarten enthält in vielen, mit Steinen umrandeten Feldern und an Formationen kleiner Felsblöcke, die man ebenfalls rocailles nennt, auf einer Blumenwiese sowie in einem kleinen Arboretum ungefähr 3000 Gebirgspflanzen aus verschiedenen geografischen Regionen mehrerer Kontinente. Ernest Wilczek suchte erfolgreich mit künstlichen Steinsetzungen und gezielt angelegten Kiesflächen ein von einigen Gebirgspflanzen benötigtes Mikroklima zu schaffen; seine Erfahrungen mit diesen Massnahmen kamen später auch anderen botanischen Gärten zugute. Im Arboretum von Pont de Nant wachsen Arven, Bergkiefern, Scheinzypressen, Tannen und andere Pflanzenarten.
Zum Alpengarten gehört ein eigenes Chalet, das als Geräteschuppen und als Unterkunft für die Betreuer der Anlage und Gastforscher dient. In der Nähe steht der mit Motorfahrzeugen erreichbare Berggasthof Pont-de-Nant der Gemeinde Bex, der auch ein günstiger Ausgangspunkt für Bergwanderungen ist. Dank der guten Zugänglichkeit gilt die Thomasia als beliebtes Ausflugsziel im Chablais.
1941 veranstaltete die Société Vaudoise des Sciences Naturelles gemeinsam mit der Walliser naturforschenden Gesellschaft La Murithienne eine Feier zum 50-jährigen Bestehen des Alpengartens bei Pont-de-Nant. Für die fachliche Betreuung des Alpengartens und die wissenschaftliche Erforschung des Nanttales besteht seit 2001 eine Vereinbarung zwischen dem Kanton Waadt, Pro Natura, der Gemeinde Bex, Musée et jardins botaniques und der Fakultät für Umweltwissenschafte der Universität Lausanne sowie seit 2014 auch mit der Fakultät für Biologie und Medizin.

## Vermittlung
Schon das Layout der botanischen Gärten verfolgte mit den Pflanzengruppen und den dabei angebrachten Informationen didaktische Ziele. Dazu kommen Ausstellungen zu besonderen Sachthemen. 1964 konnten die Botaniker von Lausanne während der Landesausstellung Expo 64 einen Heilpflanzengarten einrichten, der ein grösseres Publikum erreichte. Von 2020 bis 2021 organisierten das Musée et jardins botaniques cantonaux de Lausanne, der botanische Garten der Universität Freiburg, der Alpengarten von Pont-de-Nant und die Universität Bern eine Ausstellung über gefährdete Pflanzen. Die botanischen Fachstellen machten darauf aufmerksam, dass inzwischen etwa ein Drittel der in der Schweiz vorkommenden Pflanzenarten vom Aussterben bedroht sind.
Für die Veröffentlichung wissenschaftlicher Forschungen können die Fachleute von MJBC die Schriftenreihen der Société Vaudoise des Sciences Naturelles benützen. Ausserdem publizieren sie Broschüren und Ausstellungskataloge und organisieren sie daktische Rundgänge im botanischen Garten von Lausanne und Exkursionen in das Alpinum von Pont de Nant. Das Veranstaltungsprogramm in Lausanne wird vom Verein Association des Amis des Musées et Jardin botaniques de Lausanne unterstützt.
Zwischen dem Kanton Waadt, Musée et jardins botaniques cantonaux de Lausanne und Wikimedia CH besteht seit jüngster Zeit eine Zusammenarbeit mit dem Zweck, das Herbar des botanischen Museums Lausanne zu digitalisieren und online zugänglich zu machen.